# Ушаков Микола Миколайович
Мико́ла Микола́йович Ушако́в (рос. Николай Николаевич Ушаков; 6 червня 1899, Ростов — 17 листопада 1973, Київ) — український,  російський та радянський поет і письменник, писав у стилі соцреалізму.

## Життєпис
Народився 25 травня [6 червня] 1899 року в місті Ростові (нині Ярославська область Росії). Дитинство провів на Ярославщині, де жив у маєтку бабусі. У чотири роки осиротів. Коли йому було дев'ять років, дідусь відвіз його до Києва та віддав на навчання до Першої київської гімназії. 1924 року закінчив юридичний факультет Інституту народного господарства.
Працював на Київській кіностудії художніх фільмів та у пресі. З 1957 по 1973 рік мешкав у Києві в будинку на вулиці Михайла Коцюбинського, № 2. Помер в Києві 17 листопада 1973 року. Похований у Києві на Байковому кладовищі (ділянка № 1). 1978 року на могилі встановлений пам'ятник — мармурова стела із двох блоків, розташованих під кутом один до одного, що символізує розгорнуту книгу (архітектор Н. Д. Подгородецький).

## Творчість
1923 року дебютував поезіями у київській газеті «Пролетарская правда». З часом почав друкуватися у Москві в «Комсомольской правде», «Октябре», «Молодой гвардии», «Красной нові», «Новом мире». Окремими виданнями вийшли збірки поезій:
- «Весна республики» (1927);
- «Виола на воле» (1928);
- «Лето» (1928);
- «Самое простое» (1931);
- «Скорый поезд» (1931);
- «Сказанье старых времён» (1931);
- «30 стихотворений» (1931);
- «Горячий цех» (1933);
- «Повести. Пятая книга стихов» (1933);
- «Календарь» (1933);
- «Мир для нас» (1935);
- «Киев» (1936);
- «Земляки» (1937);
- «Путешествия» (1940);
- «Восток и Запад» (1941);
- «Единство» (1941);
- «Правое дело» (1942);
- «Мы будем жить» (1944);
- «Летопись» (1946);
- «Северное сияние» (1947);
- «Новые путешествия» (1948);
- «Единство» (1951);
- «Вершины перед нами» (1951);
- «Свежий вечер» (1955);
- «Год за годом» (1956);
- «Веснодворец» (1962);
- «Есть такая сторона» (1965);
- «И новый день, и век иной» (1967);
- «Теодолит» (1967);
- «Я рифмы не боюсь глагольной» (1970);
- «75» (1971);
- «Мои глаза» (1972);
- «Мой век» (1973);

посмертні видання
- «Сочинения» в 2-х томах (1979);
- «Стихотворения и поэмы» (1980).

прозові твори
- «Повесть быстротекущих лет» (1960, ліричні нариси про Київ);
- «Вдоль горячего асфальта» (1965, роман).

критика
- «Узнаю тебя, жизнь!» Статьи. (Київ: Радянський письменник, 1958);
- «Состязание в поэзии». Разведка спором. Воспоминания. Портреты. Характеристики. Теория поэзии. Искусство перевода. (Київ: Днiпро, 1969).

Автор статей з перекладу лірики Тараса Шевченка:
- «Про переклад Шевченкового вірша розміром оригіналу» (НШК 4);
- «Полум'яна творчість Кобзаря» (Літературна газета. 1959. 10 березня);
- «Переклад творів Т. Г. Шевченка» (Советская Украина. 1961. № 12);
- «На передньому краї історії» (Литературная газета. 1961. 9 марта);
- «Російський поетичний переклад творів Шевченка» (НШК 10);
- «Новаторство і традиція» (Літературна Україна. 1962. 25 вересня)[5].

переклади українською
Багато перекладів з Миколи Ушакова зробили Марко Вороний і Максим Рильський:
- «Влітку» (збірка віршів). Переклад з російської: Марко Вороний. Київ: Культура. 1928;
- «У полі на волі» (збірка віршів). Переклад з російської: Марко Вороний. Київ: Культура. 1928;
- «Швидкий поїзд» (збірка віршів). Переклад з російської: Марко Вороний; малюнки: Б. Єрмоленко. Київ: Культура, 1931;
- «Вибрані поезії». Переклад з російської за редакцією Максима Рильського; серед перекладачів Павло Тичина та інші. Київ: Держлітвидав, 1939;
- «Поезії». Переклад з російської: Любомир Дмитренко. Київ: Молодь, 1974;
- «Повість швидкоплинних літ: київський літопис». Переклад з російської та вступна стаття: Л. Кореневич; художник: В. Лопарєва. Київ: Обереги, 2004 (Бібліотека українського раритету).

Найвідоміший вірш — «Вино», українською мовою переклав Дмитро Фальківський (уперше надруковано в № 17 журналу «Глобус» за 1927 рік).

### Перекладацька діяльність
Крім низки збірок поезій і прозових творів в офіційному дусі, перекладав російською мовою твори Івана Франка, Лесю Українку, Михайла Коцюбинського, Павла Грабовського, Леоніда Глібова, Павла Тичини, Максима Рильського, Володимира Сосюри, Миколи Бажана, Андрія Малишка, Василя Симоненка, Бориса Олійника, Дмитра Павличка, Андрія Головка, Олеся Гончара; редактор російських видань творів Михайла Коцюбинського (1951).
Починаючи з 1938 року переклав понад 40 віршів Тараса Шевченка, серед них «Заповіт», «Минають дні, минають ночі...», «Садок вишневий коло хати», «— Чого ти ходиш на могилу?», «Рано-вранці новобранці», «У тієї Катерини», «У Бога за дверми лежала сокира», «І небо невмите, і заспані хвилі», «Коло гаю в чистім полі», «Не так тії вороги…», «Ми вкупочці колись росли…», «Готово! Парус розпустили…», «Я не нездужаю, нівроку», «Лічу в неволі дні і ночі» (Радуга. 1963. № 3) тощо. Разом із Максимом Рильським редагував перше повне видання «Кобзаря» російською мовою (1939), як редактор і перекладач працював над 5-томним зібранням творів Тараса Шевченка 1948—1949 та вибраними творами поета російською мовою (1939, 1949—1956).
Перекладав також із узбецької і лезгинської мов.

## Відзнаки
- Нагороджений орденами Леніна (1967), Трудового Червоного Прапора (1959), «Знак Пошани», а також медалями[8];
- Державна премія УРСР імені Тараса Шевченка (1973; за збірки поезій «Мои глаза», «Я рифмы не боюсь глагольной» і багаторічну плідну діяльність у галузі перекладів з української літератури)[2].

## Вшанування пам'яті

Меморіальна дошка на вулиці Михайла Коцюбинського, 2.

- 1974 року його ім'ям названо вулицю в Ленінградському районі Києва[4];
- 1975 року на фасаді будинку по вулиці Михайла Коцюбинського, № 2 у Києві, де мешкав письменник, встановлено бронзову меморіальну дошку з його барельєфом (скульптор Іда Копайгоренко, архітектор Анатолій Ігнащенко)[4];
- 1995 року заснована Премія імені Миколи Ушакова, яка присуджується Національною спілкою письменників України за найкращу книгу поезій російськомовним авторам.